# Orthornavirae
Règne
Les Orthornavirae  sont un règne de virus à ARN codant une ARN polymérase ARN-dépendante (RdRp).
Il s'agit de la classification du Comité international de taxonomie des virus.
Ce taxon correspond aux groupes 3, 4, 5 de la Classification Baltimore. Il ne contient notamment pas les retrovirus.

## Liste des embranchements
- Duplornaviricota
- Kitrinoviricota
- Lenarviricota
- Negarnaviricota
- Pisuviricota

## Exemples notables

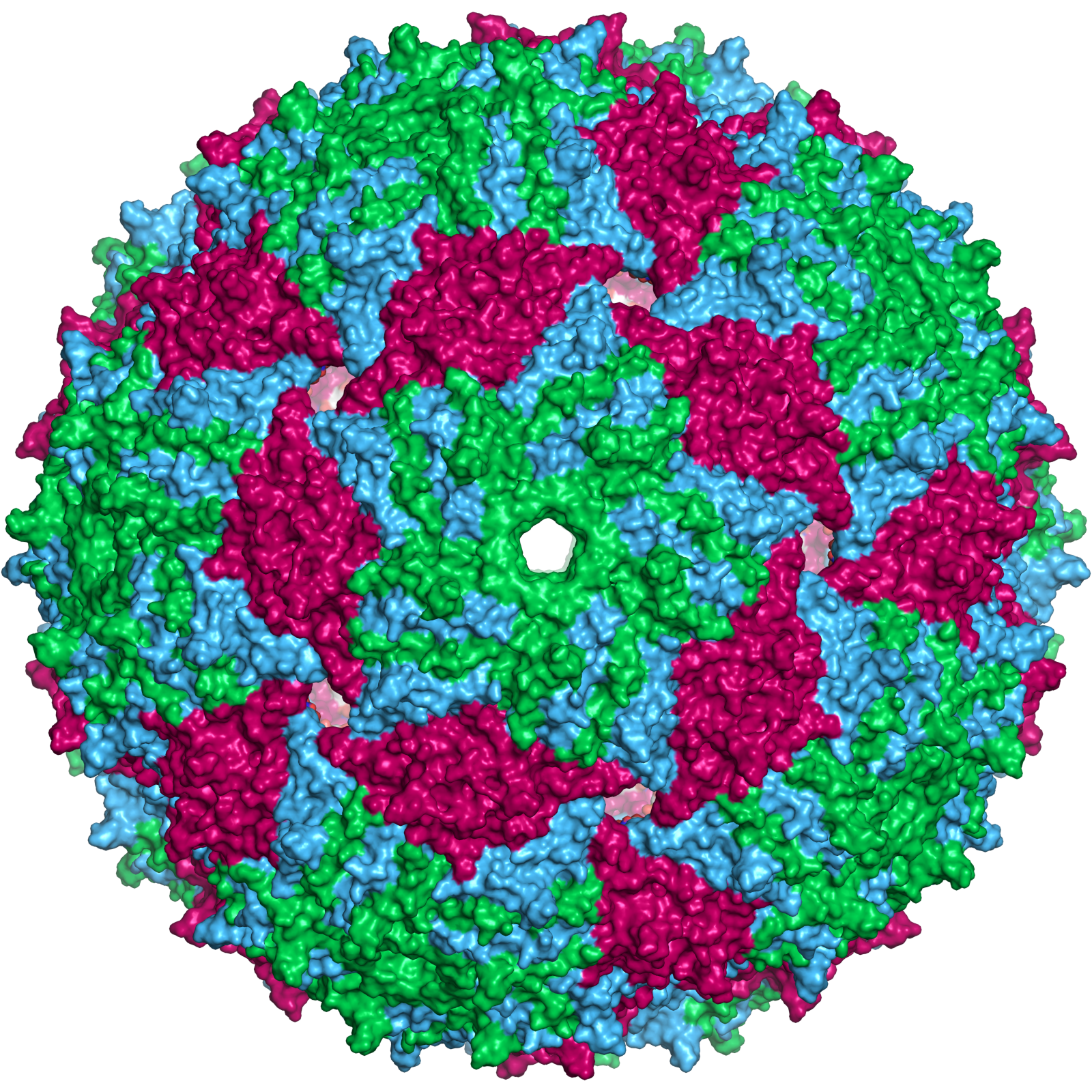
Représentation de la capside du bactériophage MS2.

Le virus Emesvirus zinderi (encore appelé Bactériophage MS2) a une importance historique en génomique car il s'agit du premier séquençage d'un gène en 1972, puis du génome d'un virus à ARN réalisé en 1976 par une équipe gantoise, ce qui a fait l'objet de deux publications dans Nature,.
Les coronaviridae sont une famille de virus contenant notamment les Coronavirus, dont certains membres peuvent provoquer des maladies humaines graves.